# Valle de San Antonio
Valle de San Antonio es una denominación de origen chilena para vinos procedentes de la subregión vitícola homónima que se ajusten a los requisitos establecidos por el Decreto de Agricultura n.º 464 de 14 de diciembre de 1994, que establece la zonificación vitícola del país y fija las normas para su utilización como denominaciones de origen.
El Valle de San Antonio se encuadra dentro de la región vitícola de Aconcagua y comprende la provincia homónima de la Región de Valparaíso. En él se distingue la zona del Valle de Leyda y el área de San Juan. 
En los valles litorales de San Antonio se encuentran los viñedos más próximos al mar de todo Chile, sólo parcialmente protegidos de la influencia del mar, lo que propicia el cultivo de uvas de clima frío como Pinot Noir, Chardonnay y Sauvignon Blanc. La superficie de viñedos ocupa unas 290 ha. 